# Исаева, Ирина Сергеевна
Ирина Сергеевна Исаева (9 июля 1935, Мичуринск, Тамбовская область, РСФСР, СССР — 16 июля 2023) — доктор сельскохозяйственных наук, садовод, преподаватель Московского государственного университета.

## Биография и семья
Родилась 9 июля 1935 года в Мичуринске (Тамбовская область).
Отец — известный советский селекционер плодовых культур Сергей Иванович Исаев, занимавшийся созданием новых сортов яблони для различных регионов России.
Брат — академик РАН Александр Сергеевич Исаев, специалист по лесной биогеоценологии.
В 1959 году окончила Московскую сельскохозяйственную академию им. К. А. Тимирязева.
С 1960 года работала в МГУ им. М. В. Ломоносова: сначала в Ботаническом саду МГУ, далее с 1977 года научным сотрудником на кафедре теории эволюции биологического факультета.
Умерла 16 июля 2023 года после продолжительной болезни в возрасте 88 лет.

## Научная деятельность
Доктор сельскохозяйственных наук с 1989 года. Тема докторской диссертации «Этапы формирования продуктивности яблони в связи с селекцией на урожайность».
Научные интересы: биология развития и  органогенез садовых растений, селекция и повышение продуктивности сортов яблони.
Автор изобретения «Способ селекции яблони» (патент №1029926, опубликован  23 июля 1983 года).
Награждена Серебряной медалью ВДНХ.
Была членом Учёного Совета:
- Московского селекционно-технологического института садоводства и питомниководства (ВСТИСиП),
- Московской сельскохозяйственной академии им. К. А. Тимирязева.

Была председателем секции садоводства МОИП (Московского общества испытателей природы, созданного при Московском университете).
Работала в должности научного консультанта:
- ВНИИЧиСК — Всесоюзного НИИ чая и субтропических культур (Грузия),
- Никитского ботанического сада (Крым, город Ялта).

Руководит посадкой сортовых яблоневых садов в российских православных монастырях. Эти монастырские сады имеют важное научное значение: они используются учёными для сортоиспытания и сохранения генофонда ценных сортов яблони, созданных советскими и российскими селекционерами.
Автор научных и популярных книг по садоводству. Имеет более 50 научных публикаций. Член редакционного совета журналов «Приусадебное хозяйство», «Сад и огород». Ведёт садовые рубрики в популярных газетах и журналах.
Создатель уникального научно-просветительского сайта по садоводству (plodosad.ru).

## Публикации

### Научные издания
- Исаева, И.С. Способ селекции яблони / И.С. Исаева // Бюллетень «Открытия, изобретения». – 1983. - №27. - С. 21.
- Продуктивность яблони : (Процесс формирования) / И. С. Исаева. - М. : Изд-во МГУ, 1989. - 148,[1] с. : ил.; 21 см.; ISBN 5-211-00426-4 : 65 к.
- Биологический контроль за плодовыми растениями [Текст] / И. С. Исаева. - Москва : ВНИИТЭИСХ, 1975. - 58 с. : ил.; 21 см. - (Обзорная информация/ Всесоюз. науч.-исслед. ин-т информации и техн.-экон. исследований по сельск. хоз-ву).
- Органогенез плодовых растений [Текст] / И.С. Исаева ; МГУ им. М.В. Ломоносова. - Москва : Изд-во МГУ, 1977. - 34 с. : ил.; 20 см.
- Морфофизиология плодовых растений [Текст] : Курс лекций / Под ред. д-ра биол. наук, проф. Ф. М. Куперман ; М-во высш. и сред. спец. образования СССР. Науч.-метод. кабинет по заоч. и вечер. обучению Моск. гос. ун-та им. М. В. Ломоносова. - Москва : Изд-во Моск. ун-та, 1974. - 135 с. : ил.; 21 см.

### Книги-справочники для садоводов
- Сад XXI века / И. С. Исаева. - Москва : Росмэн, 2005 (ОАО Яросл. полигр. комб.). - 423 с. : цв. ил.; 22 см.; ISBN 5-353-02009-X (в пер.)
- Мой любимый сад / И. Исаева. - М. : Мир кн., 2005 (Н. Новгород : ГИПП Нижполиграф). - 351 с. : ил., табл.; 21 см.; ISBN 5-8405-0797-0 (в пер.)
- Традиционные культуры для вашего сада / И. С. Исаева. - Москва : Росмэн, 2007. - 319 с., [8] л. цв. ил. : ил., табл.; 22 см.; ISBN 978-5-353-02800-0 (в пер.)
- Новые культуры для вашего сада / И. С. Исаева. - Москва : РОСМЭН, 2005 (Ярославль : Ярославский полиграфкомбинат). - 224 с., [8] л. цв. ил. : ил., табл.; 22 см.; ISBN 5-353-02197-5 (в пер.)